# O.N.I.F.C.
Albums de Wiz Khalifa
Mac and Devin Go to High School
(2011) Live in Concert
(2013)
Singles
1. Work Hard, Play Hard
Sortie : 23 avril 2012
2. Remember You
Sortie : 24 septembre 2012
3. Let It Go
Sortie : 4 décembre 2012

O.N.I.F.C. est le quatrième album studio de Wiz Khalifa, sorti le 4 décembre 2012.
O.N.I.F.C. est l'acronyme de Only Nigga in First Class (Seul négro en première classe) – pour la version explicit – ou de One Night in First Class (Une nuit en première classe) – pour la version clean. Le titre de l'album a été inspiré par l'album de Prodigy (Mobb Deep) H.N.I.C..
Le 11 avril 2012, Wiz Khalifa annonce que son album sortira le 28 août 2012. L'album sera alors repoussé jusqu'au 18 septembre 2012. Le 5 septembre 2012, l'opus est encore une fois repoussé, avant de sortir le 4 décembre.
O.N.I.F.C. s'est classé 1er au Top R&B/Hip-Hop Albums, au Top Rap Albums et au Top Digital Albums et 2e au Billboard 200.

## Liste des titres
| No  | Titre                                                                                               | Auteur | Contient un (des) sample(s) de                        | Durée |
| --- | --------------------------------------------------------------------------------------------------- | --- | ----------------------------------------------------- | ----- |
| 1.  | Intro (Produit par Cardo et Sledgren)                                                               | Cameron Thomaz, Ray Johnson, Edward Murray, S. Simons                                                          |                                                       | 0:40  |
| 2.  | Paperbond (Produit par I.D. Labs)                                                                   | Thomaz, Eric Dan, Jeremy Kulousek, Zach Vaughan                                                                |                                                       | 3:28  |
| 3.  | Bluffin' (featuring Berner – Produit par Drumma Boy)                                                | Thomaz, Christopher Gholson, Cody Wilber                                                                       |                                                       | 5:32  |
| 4.  | Let It Go (featuring Akon – Produit par Jo A,)                                                      | Thomaz, Jonathan Atangana, Dan, Kulousek, Aliaune Thiam                                                        |                                                       | 4:19  |
| 5.  | The Bluff (featuring Cam'ron – Produit par I.D. Labs)                                               | Thomaz, Dan, Kulouske, Vaughan, Cameron Giles                                                                  |                                                       | 3:48  |
| 6.  | Work Hard, Play Hard (Produit par Benny Blanco, Stargate)                                           | Thomaz, Ammar Malik, Benjamin Levin, Dan Omelio, Jonathan Ornelas, Mikkel Storleer Eriksen, Tor Erik Hermansen |                                                       | 3:41  |
| 7.  | Got Everything (featuring Courtney Noelle – Produit par I.D. Labs, Sledgren)                        | Thomaz, Courtney Noelle, Dan, Kulousek, Murray, Ryan Williamson                                                |                                                       | 3:14  |
| 8.  | Fall Asleep (Produit par @PopWansel, @Oakwud, @Flippa123)                                           | Thomaz, Andrew Wansel, Warren Felder, Ronald Colson, Autoro Whitfield, T. L. Brown, D. R. Dugger II            |                                                       | 3:48  |
| 9.  | Time (Produit par I.D. Labs)                                                                        | Thomaz, Dan, Kulousek, Vaughan                                                                                 |                                                       | 3:56  |
| 10. | It's Nothin' (featuring 2 Chainz – Produit par Drumma Boy)                                          | Thomaz, Tauheed Epps                                                                                           |                                                       | 3:47  |
| 11. | Rise Above (featuring Pharrell Williams, Tuki Carter et Amber Rose – Produit par Pharrell Williams) | Thomaz, Pharrell Williams, D. Carter                                                                           | Mr. Turner - Drunk Driver or Misunderstood? (YouTube) | 4:31  |
| 12. | Initiation (featuring Lola Monroe – Produit par Sledgren)                                           | Thomaz, Murray, Fershgenet Melaku                                                                              |                                                       | 4:29  |
| 13. | Up in It (Produit par Jim Jonsin)                                                                   | Thomaz, James Scheffer, Rico Love, Earl Hood, Eric Goudy II                                                    | Jazzy Belle d'OutKast                                 | 3:44  |
| 14. | No Limit (Produit par Nice Rec, I.D. Labs)                                                          | Thomaz, Dan, Kulousek, Peter Mudge                                                                             |                                                       | 9:27  |
| 15. | The Plan (featuring Juicy J – Produit par I.D. Labs)                                                | Thomaz, Dan, Kulousek, Vaughan, Jordan Houston                                                                 |                                                       | 4:54  |
| 16. | Remember You (featuring The Weeknd – Produit par Rico Love)                                         | Thomaz, Abel Tesfaye                                                                                           | Tell Me Do U Wanna de Ginuwine                        | 4:49  |
| 17. | Medicated (featuring Juicy J et Chevy Woods – Produit par Danja)                                    | Thomaz, Nathaniel Hills, Marcella Araica, Houston, Kevin Woods                                                 |                                                       | 5:30  |

| 18. | Bout Me (featuring Problem et IamSu! – Produit par The Invasion)              | Thomaz, P. Y. Rodriguez, Sudan Williams, J. Martin        | 3:28 |
| 19. | Stackin (featuring Juicy J – Produit par @PopWansel, @Flippa123, @AutoroWhit) | Thomaz, Wansel, Felder, Colson, Whitfield, Houston        | 3:45 |
| 20. | Mary 3x (Produit par Cardo)                                                   | Thomaz, Johnson                                           | 4:19 |
| 21. | Work Hard, Play Hard [Clip] (Produit par Benny Blanco, Stargate)              | Thomaz, Malik, Levin, Omelio, Ornelas, Eriksen, Hermansen | 3:55 |
| 22. | Remember You [Clip] (Produit par Illanglo, Dpat)                              |                                                           | 5:20 |